# Pikeliai
Pikeliai är en ort i Litauen. Den ligger i den nordvästra delen av landet, 270 km nordväst om huvudstaden Vilnius. Pikeliai ligger 76 meter över havet och antalet invånare är 520.
Terrängen runt Pikeliai är platt, och sluttar österut. Runt Pikeliai är det ganska tätbefolkat, med 60 invånare per kvadratkilometer. Närmaste större samhälle är Mazeikiai, 17,7 km sydost om Pikeliai. Omgivningarna runt Pikeliai är en mosaik av jordbruksmark och naturlig växtlighet.